# Георги Генков
Георги Стефанов Генков е български композитор и автор на филмова музика.

## Биография
Роден е в София на 3 март 1929 г. Завършва композиция в Българската държавна консерватория през 1951 г. В периода 1951 – 1961 г. е оркестрант в Народен театър за младежта. Първият филм, за който композира музика, е „Бедната улица“. Между 1982 и 1996 г. е диригент в театър „Сълза и смях“.
Автор е на музиката към 45 куклени, 47 театрални постановки, 52 игрални, 120 анимационни и 26 късометражни филми, 18 телевизионни пиеси, над 15 поп песни. В последните си години е подбрал, аранжирал и записал на диск около 250 детски песни.
Известен е с авторската си музика към куклените представления за деца „Мечо Пух“, „Снежанка и седемте джуджета“, „Д-р Охболи“, „Часовникарят“ и към първия спектакъл за възрастни „Съкровището на Силвестър“ (по сценарий на Анжел Вагенщайн).
За класически образци в жанра се смятат детските му мюзикъли „Меко казано“, „В лунната стая“, „Морско синьо“ („Пук“), „Копче за сън“ и операта „Бяла приказка“ (по петте приказки на Валери Петров).
Автор е на музиката за награждавани драматични спектакли на пиесите „Г-жа Министершата“ от Бранислав Нушич, „Дългият път на деня към нощта“ от Юджийн О'Нийл, „Солунските съзаклятници“ от Георги Данаилов, „Сняг“ и „Честна мускетарска“ от Валери Петров, „Опит за летене“ от Йордан Радичков.
В представителните публикации за българско кино името му се цитира в постановъчните екипи на най-успешните български анимационни филми, между които „Опашката“, „Птици“, „Мелодрама“, „Есперанца“, „Картини от една изложба“, „Бунар“, „Малък епос“ и особено като композитор на първите анимационни филми за възрастни.
Създава музиката за телевизионния сериал „Под игото“ от 1990 г., както и за цяла серия филми на режисьора Иван Андонов: „Трудна любов“, „Дами канят“, „Бронзовият ключ“, „Опасен чар“ и „Бяла магия“. Негова е и музиката към двете серии на „Време разделно“ на режисьора Людмил Стайков.

## Филмография

### Като композитор
- Нещо във въздуха (1993)
- Здравей, бабо (тв, 1991)
- Мълчанието (1991)
- Тони (1991)
- Под игото (9-сер. тв, 1990)
- Аз, Графинята (1989)
- Брачни шеги (1989)
- Карнавалът (1989)
- Разводи, разводи (1989) – (на новелата „Свидетелите“)
- Беглец (тв, 1988) – (заедно с Димитър Генков)
- Вечери в Антимовския хан (2-сер. тв, 1988)
- Време на насилие (1988)
- Време разделно (1988)
- 13-та годеница на принца (1987)
- Котешка опашка (1987)
- Делници и празници (тв, 1986)
- Женски сърца (тв, 1985)
- История с куче без куче (тв, 1985)
- Поема (1985)
- Бронзовият ключ (тв, 1984)
- Наследницата (тв, 1984)
- Опасен чар (тв, 1984)
- Меко казано (1983)
- Първобитна история (тв, 1983)
- Бяла магия (1982)
- Време за умиране (тв, 1982)
- Василена (тв, 1980)
- Дами канят (1980)
- Илюзия (1980)
- Търновската царица (1980)
- Адиос, мучачос (1978)
- Белият път (тв, 1978)
- Покрив (1978)
- Чуй петела (1978)
- Светъл пример (тв, 1976)
- Виза за океана (1975)
- Трудна любов (1974)
- Мъже без работа (1973)
- Нона (1973)
- Очакване (1973)
- 10 дни неплатени (1972)
- Вятърът на пътешествията (1972)
- Герловска история (1971)
- Господин Никой (1969)
- В края на лятото (1967)
- Пленено ято (1962)
- Маргаритка (1961) – (заедно с Димитър Генков)
- Бедната улица (1960) – (заедно с Димитър Генков)

### Като актьор
- Черно-бяло (тв, 1983)